# Liparis rheedei
Liparis rheedei är en orkidéart som beskrevs av John Lindley. Liparis rheedei ingår i släktet gulyxnen, och familjen orkidéer. Inga underarter finns listade i Catalogue of Life.